# Championnats d'Europe de tir à l'arc 2024
Navigation
Édition précédente
Les Championnats d'Europe de tir à l'arc 2024 sont une compétition sportive de tir à l'arc qui ont lieu du 7 au 12 mai 2024 à Essen, en Allemagne. Il s'agit de la 28e édition des Championnats d'Europe de tir à l'arc.
La qualification a lieu au parc sportif Am Hallo et les phases finales se déroulent sur le site du Complexe industriel de la mine de charbon de Zollverein.

## Résultats

### Classique
| Épreuves          | Or                                                                | Argent                                                                | Bronze                                                        |
| ----------------- | ----------------------------------------------------------------- | --------------------------------------------------------------------- | ------------------------------------------------------------- |
| Individuel hommes | Mete Gazoz                                                        | Den Habjan Malavašič                                                  | Jean-Charles Valladont                                        |
| Individuel femmes | Katharina Bauer                                                   | Elia Canales                                                          | Lisa Barbelin                                                 |
| Par équipe hommes | France- Baptiste Addis - Thomas Chirault - Jean-Charles Valladont | Italie- Federico Musolesi - Mauro Nespoli - Alessandro Paoli          | Turquie- Berkay Akkoyun - Mete Gazoz - Berkim Tümer           |
| Par équipe femmes | France- Lisa Barbelin - Amélie Cordeau - Caroline Lopez           | Pays-Bas- Quinty Roeffen - Gabriela Schloesser - Laura van der Winkel | Allemagne- Katharina Bauer - Charline Schwarz - Elisa Tartler |
| Par équipe mixte  | Allemagne- Katharina Bauer - Florian Unruh                        | Royaume-Uni- Bryony Pitman - Conor Hall                               | Pays-Bas- Laura van der Winkel - Steve Wijler                 |

Des quotas sont attribués pour participer aux épreuves olympiques de Paris 2024 en arc classique :
- Les équipes les mieux classées de l'épreuve par équipe masculine et féminin parmi celles qui ne sont pas encore qualifiées ; trois quotas sont accordées à l'équipe d'Italie pour les hommes et à l'équipe des Pays-Bas pour les femmes.
- Un tournoi final de qualification est organisé en parallèle pour distribuer trois quotas individuelles par genre parmi les concurrents dont leur CNO ne s'est pas encore qualifié. Les quotas ont été attribués
  - chez les hommes : Steve Wijler et Senna Roos pour les Pays-Bas, Žiga Ravnikar pour la Slovénie
  - chez les femmes : Elisabeth Straka pour l'Autriche, Reena Pärnat pour l'Estonie, Elif Gökkır pour la Turquie.

### À poulie
| Épreuves          | Or                                                     | Argent                                                             | Bronze                                                              |
| ----------------- | ------------------------------------------------------ | ------------------------------------------------------------------ | ------------------------------------------------------------------- |
| Individuel hommes | Mathias Fullerton                                      | Shamai Yamrom                                                      | Mike Schloesser                                                     |
| Individuel femmes | Ella Gibson                                            | Elisa Roner                                                        | Hazal Burun                                                         |
| Par équipe hommes | Italie- Marco Bruno - Michea Godano - Federico Pagnoni | Turquie- Batuhan Akçaoğlu - Emircan Haney - Sezgin Yağız           | Danemark- Rasmus Bramsen - Nicklas Bredal Bryld - Mathias Fullerton |
| Par équipe femmes | Turquie- Hazal Burun - Ayşe Bera Süzer - Begüm Yuva    | Espagne- Paula Diaz Morillas - Alexa Misis Olivares - Andrea Muñoz | Estonie- Lisell Jäätma - Meeri-Marita Paas - Maris Tetsmann         |
| Par équipe mixte  | Pays-Bas- Sanne de Laat - Mike Schloesser              | Croatie- Amanda Mlinarić - Domagoj Buden                           | Turquie- Ayşe Bera Süzer - Emircan Haney                            |

### Tableau des médailles
- Pays organisateur ( Allemagne)

| Rang  | Nation      | Or | Argent | Bronze | Total |
| ----- | ----------- | -- | ------ | ------ | ----- |
| 1     | Turquie     | 2  | 1      | 3      | 6     |
| 2     | France      | 2  | 0      | 2      | 4     |
| 3     | Allemagne   | 2  | 0      | 1      | 3     |
| 4     | Italie      | 1  | 2      | 0      | 3     |
| 5     | Pays-Bas    | 1  | 1      | 1      | 3     |
| 6     | Royaume-Uni | 1  | 1      | 0      | 2     |
| 7     | Danemark    | 1  | 0      | 2      | 3     |
| 8     | Espagne     | 0  | 2      | 0      | 2     |
| 9     | Croatie     | 0  | 1      | 0      | 1     |
| 9     | Israël      | 0  | 1      | 0      | 1     |
| 9     | Slovénie    | 0  | 1      | 0      | 1     |
| 12    | Estonie     | 0  | 0      | 1      | 1     |
| Total | Total       | 10 | 10     | 10     | 30    |